# Prylisne
Prylisne (ukrainisch Прилісне; russisch Прилесное Prilesnoje, polnisch Maniewicze) ist ein Dorf im Osten der ukrainischen Oblast Wolyn mit etwa 2700 Einwohnern (2012).

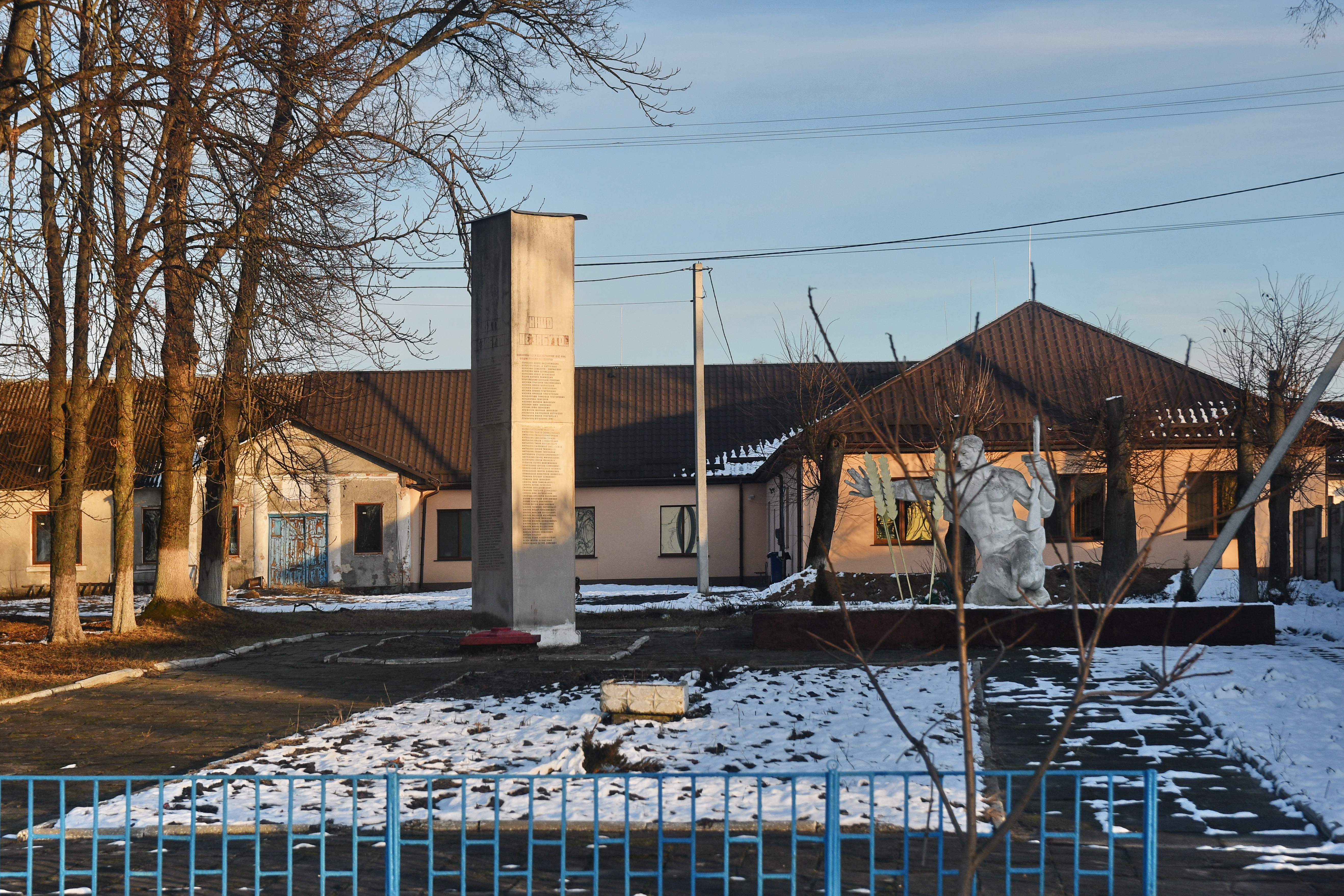
Denkmal im Ort

Das erstmals 1545 als Monjevichi schriftlich erwähnte Dorf trug bis 1964 den Namen Manewytschi und war namensgebend für den heutigen südlich gelegenen ehemaligen Rajonshauptort Manewytschi, welcher als Eisenbahnstation begründet wurde.
Im Dorf wird seit 2017 in einer alten Konservenfabrik die erste Bernsteinverarbeitungsanlage Wolhyniens errichtet.
Prylisne befindet sich 12 km nördlich vom ehemaligen Rajonzentrum Manewytschi und 85 km nördlich vom Oblastzentrum Luzk.
Durch das Dorf verläuft die Regionalstraße P–14. Im Gemeindegebiet liegt der 9,6 ha große Hlynske-See (Озеро Глинське).

## Verwaltungsgliederung
Am 23. Dezember 2016 wurde das Dorf zum Zentrum der neugegründeten Landgemeinde Prylisne (Прилісненська сільська громада Prylisnenska silska hromada). Zu dieser zählten auch die 6 in der untenstehenden Tabelle aufgelistetenen Dörfer, bis dahin bildete das Dorf die gleichnamige Landratsgemeinde Prylisne (Прилісненська сільська рада/Prylisnenska silska rada) im Norden des Rajons Manewytschi.
Am 12. Juni 2020 kamen noch die Dörfer Nowi Tscherwyschtscha, Rudka-Tscherwynska, Stari Tscherwyschtscha und Toboly aus dem Rajon Kamin-Kaschyrskyj zum Gemeindegebiet.
Am 17. Juli 2020 wurde der Ort Teil des Rajons Kamin-Kaschyrskyj.
Folgende Orte sind neben dem Hauptort Prylisne Teil der Gemeinde:
| Name                     | Name             | Name                                      | Name              | Name |
| ukrainisch transkribiert | ukrainisch       | russisch                                  | polnisch          |      |
| ------------------------ | ---------------- | ----------------------------------------- | ----------------- | ---- |
| Halusija                 | Галузія          | Галузия (Galusija)                        | Hołuzia           |      |
| Horodok                  | Городок          | Городок (Gorodok)                         | Gródek            |      |
| Karassyn                 | Карасин          | Карасин (Karassin)                        | Karasin           |      |
| Lyschniwka               | Лишнівка         | Лишневка (Lischnewka)                     | Liszniówka        |      |
| Nowi Tscherwyschtscha    | Нові Червища     | Новые Червища (Nowyje Tscherwischtscha)   | Nowe Czerwiszcze  |      |
| Rudka-Tscherwynska       | Рудка-Червинська | Рудка-Червинская (Rudka-Tscherwinskaja)   | Rudka             |      |
| Samostja                 | Замостя          | Замостье (Samostje)                       | Zamoście          |      |
| Serchiw                  | Серхів           | Серхов (Serchow)                          | Serchów           |      |
| Stari Tscherwyschtscha   | Старі Червища    | Старые Червища (Staryje Tscherwischtscha) | Stare Czerwiszcze |      |
| Toboly                   | Тоболи           | Тоболы                                    | Toboły            |      |